# The Road Back
The Road Back is een Amerikaanse dramafilm uit 1937 onder regie van James Whale. Het scenario is gebaseerd op de roman Der Weg zurück (1931) van de Duitse auteur Erich Maria Remarque. Destijds werd de film in Nederland uitgebracht onder de titel De weg terug.

## Verhaal
Het Duitse leger bereidt zich op het einde van de Eerste Wereldoorlog voor op een laatste offensief. Het lukt de soldaten  om een Franse buitenpost in te nemen. Na wapenstilstand trekken de soldaten weer naar huis. In Duitsland doen ze hun best om een nieuwe plaats te verkrijgen in de maatschappij.

## Rolverdeling
| Acteur           | Personage          |
| ---------------- | ------------------ |
| John King        | Ernst              |
| Richard Cromwell | Ludwig             |
| Slim Summerville | Tjaden             |
| Maurice Murphy   | Albert             |
| Andy Devine      | Willy              |
| Larry J. Blake   | Weil               |
| John Emery       | Kapitein von Hagen |
| Henry Hunter     | Bethke             |
| Noah Beery jr.   | Wessling           |
| Eugene Gericke   | Giesicke           |
| Barbara Read     | Lucy               |
| Spring Byington  | Moeder van Ernst   |
| Frank Reicher    | Vader van Ernst    |
| Marilyn Harris   | Maria              |
| Jean Rouverol    | Elsa               |